# Calyptranthes angustifolia
Calyptranthes angustifolia är en myrtenväxtart som beskrevs av Hjalmar Frederik Christian Kiaerskov. Calyptranthes angustifolia ingår i släktet Calyptranthes och familjen myrtenväxter. Inga underarter finns listade i Catalogue of Life.